# Игор Бећирић
Игор Бећирић (Београд, 18. новембар 1984) је српски глумац и тв водитељ који се прославио као тинејџер у серији Неки нови клинци.

## Биографија
У серији Неки нови клинци глумио је Кечину, најбољег друга главног јунака Пацкета ког је глумио Стефан Бузуровић. Као тв водитељ водио је емисије кратке форме Сити и Вајб, затим емисију "Пази свеже обојено", јутарњи програм на Пинку, тв магазин "Степениште" на Радио-телевизији Србије. Дипломирао је комуникологију, а радио је као ПР Националног комитета за борбу против мржње, као и у прес служби Министарства омладине и спорта Републике Србије.